# 竹上真人
竹上 真人（たけがみ まさと、1962年〈昭和37年〉8月29日 - ）は、日本の政治家。三重県松阪市長（3期）。元三重県議会議員（3期）。

## 来歴
三重県松阪市広瀬町出身。松阪市立第四小学校、高田中学校・高等学校卒業。1986年（昭和61年）3月、名古屋工業大学工学部土木工学科卒業。同年4月、三重県庁に入庁。2002年（平成14年）8月、同庁を退職。
2003年（平成15年）4月、三重県議会議員選挙に初当選。県議時代は自由民主党に所属し、党県政調会長を務めた。
2011年（平成23年）に3選。2012年（平成24年）11月、県議を辞職。
2013年（平成25年）、松阪市長選挙に落選。2015年（平成27年）9月30日に山中光茂・松阪市長が辞職。これに伴って行われた市長選に再出馬し初当選を果たした。2019年（令和元年）に再選。2023年（令和5年）に3選。

## 市長選の結果
2013年松阪市長選挙
2013年（平成25年）1月27日執行。自民党、民主党の推薦、公明党の支持を得るも落選。
※当日有権者数：135,249人 最終投票率：54.57%（前回比：+3.04pts）
| 候補者名 | 年齢 | 所属党派 | 新旧別 | 得票数   | 得票率 | 推薦・支持                             |
| -------- | ---- | -------- | ------ | -------- | ------ | -------------------------------------- |
| 山中光茂 | 37   | 無所属   | 現     | 40,650票 | 55.40% |                                        |
| 竹上真人 | 50   | 無所属   | 新     | 32,727票 | 44.60% | （推薦）自民党・民主党、（支持）公明党 |

2015年松阪市長選挙
2015年（平成27年）10月4日執行。元市職員の梅本陽子、元民主党衆院議員の森本哲生らとの激戦を制し初当選。
※当日有権者数：133,824人 最終投票率：52.65%（前回比：-1.92pts）
| 候補者名 | 年齢 | 所属党派 | 新旧別 | 得票数   | 得票率 | 推薦・支持 |
| -------- | ---- | -------- | ------ | -------- | ------ | ---------- |
| 竹上真人 | 53   | 無所属   | 新     | 25,935票 | 37.19% |            |
| 梅本陽子 | 42   | 無所属   | 新     | 24,429票 | 35.04% |            |
| 森本哲生 | 66   | 無所属   | 新     | 19,363票 | 27.77% |            |

2019年松阪市長選挙
2019年（令和元年）9月8日執行。元学習塾経営の海住さつきを破り再選。
※当日有権者数：134,010人 最終投票率：38.28%（前回比：-14.37pts）
| 候補者名   | 年齢 | 所属党派 | 新旧別 | 得票数   | 得票率 | 推薦・支持 |
| ---------- | ---- | -------- | ------ | -------- | ------ | ---------- |
| 竹上真人   | 57   | 無所属   | 現     | 35,791票 | 70.40% |            |
| 海住さつき | 54   | 無所属   | 新     | 15,049票 | 29.60% |            |

2023年松阪市長選挙
2023年（令和5年）9月3日執行。元兵庫県議会議員の小西彦治を破り3選。
※当日有権者数：129,890人 最終投票率：32.27%（前回比：-6.01pts）
| 候補者名 | 年齢 | 所属党派 | 新旧別 | 得票数   | 得票率 | 推薦・支持 |
| -------- | ---- | -------- | ------ | -------- | ------ | ---------- |
| 竹上真人 | 61   | 無所属   | 現     | 34,184票 | 82.76% |            |
| 小西彦治 | 51   | 無所属   | 新     | 7,121票  | 17.24% |            |